# Dorymyrmex baeri
Dorymyrmex baeri is een mierensoort uit de onderfamilie van de Dolichoderinae. De wetenschappelijke naam van de soort is voor het eerst geldig gepubliceerd in 1903 door André.